# همستر اروپایی
همستر اروپایی یا دهان‌کیسه اروپایی (نام علمی: Cricetus cricetus) نام گونه‌ای از زیرخانواده همستر است. همچنین به عنوان همستر اوراسیایی، همستر شکم‌سیاه یا همستر معمولی نیز شناخته شده است.